# ハッセル (ノルウェー)

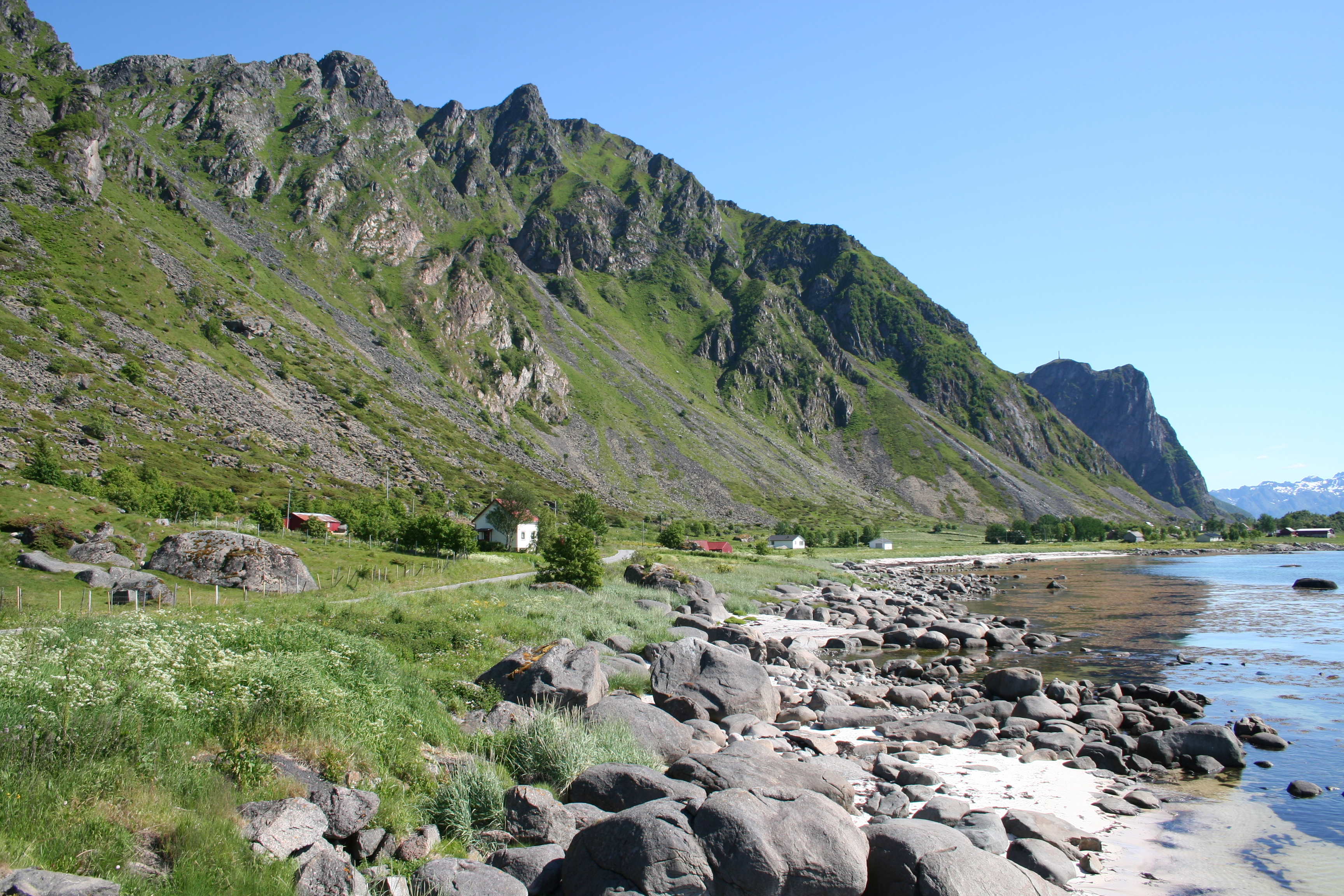
ハッセル島の小さな村落

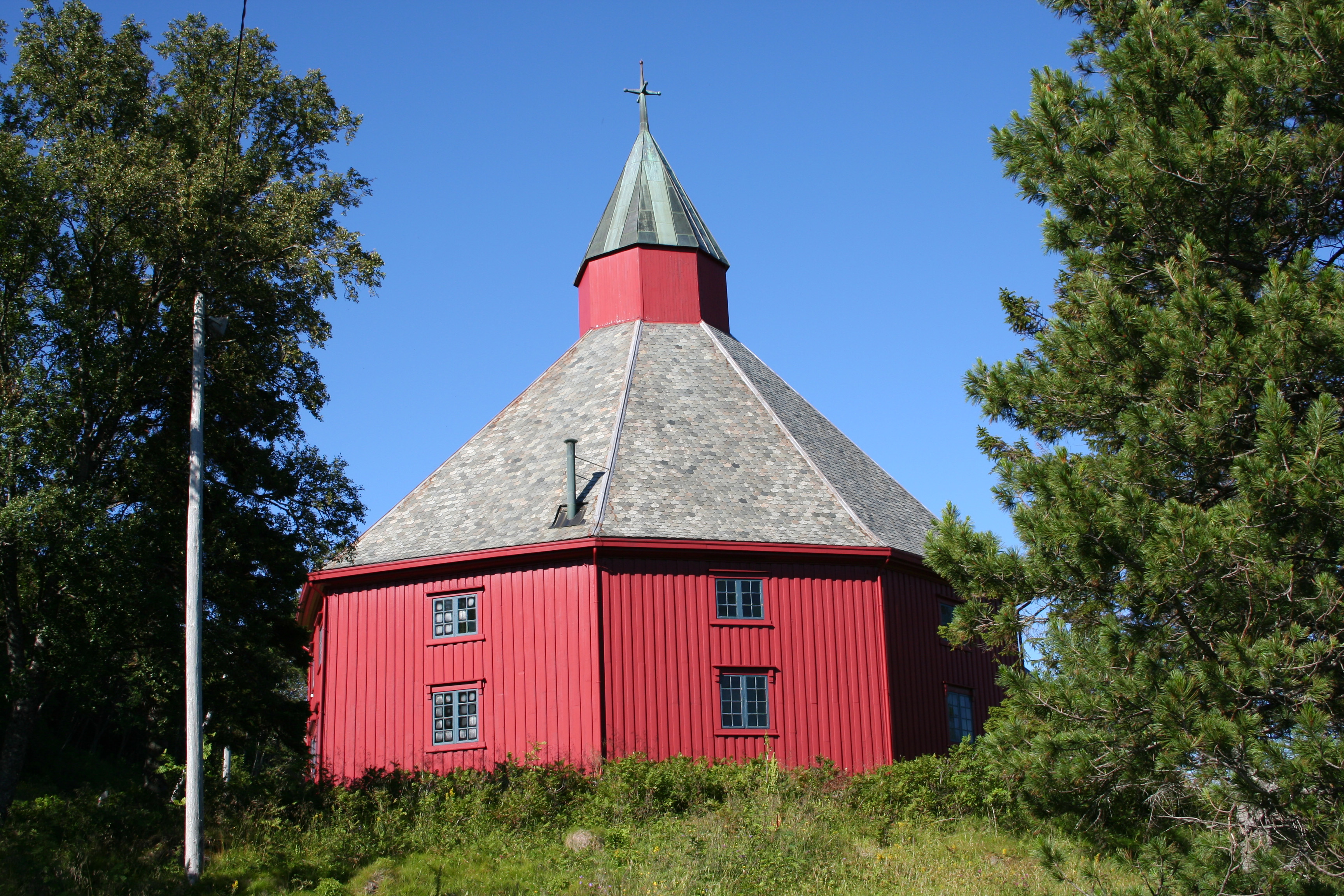
ハッセル教会

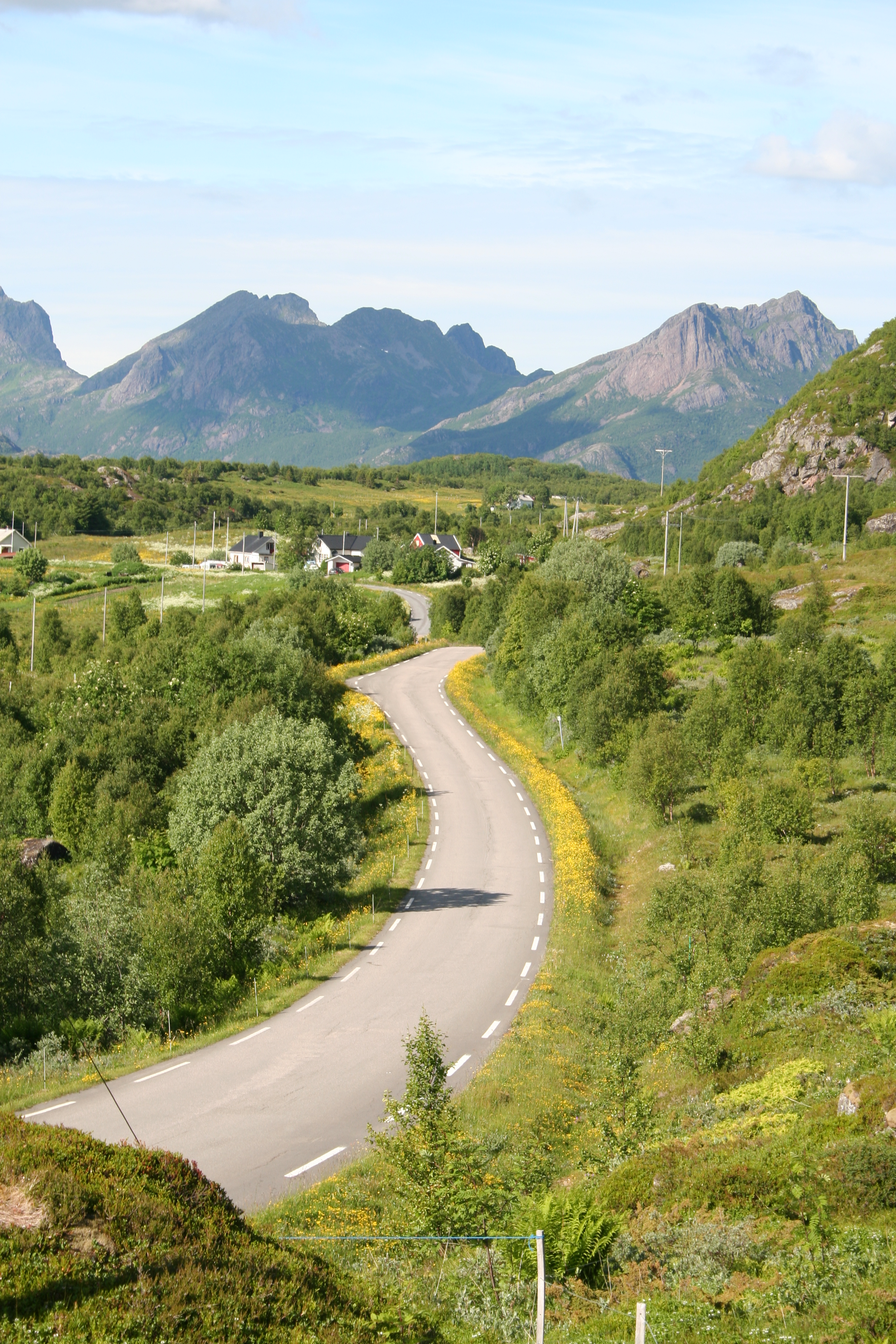
ラング島のフレイネスを通る道路

ハッセル（ノルウェー語: Hadsel）は、ノルウェーのヌールラン県にある自治体。ベステローデン諸島の一部から成る。行政の中心地はストクマルクネス村だが、ほかにもハッセル島にメルブという村落がある。1838年1月1日に設立され、1841年にはソルトランが分離した。
ベステローデン地域の最南端に位置するハッセルは、ハッセル島、ヒン島、ラング島、オーストヴォーグ島の4島から成るが、人口の7割はハッセル島に集中している。ハッセル島とラング島はハッセル橋によって繋がっている。ストクマルクネス村には空港もあり、年間10万人もの利用者数を誇る拠点空港になっている。

## 基礎情報

### 地名
元々は教区だったこの自治体は、この地に最初に教会が建てられたときからあるハッセル農場（古ノルド語名：Höfðasegl）にちなみ名付けられた。最初の部分は「高く切り立った崖」という意味のhöfðiの属格で、最後のseglは「帆」を意味する。

### 紋章
現在の紋章は1976年3月11日に国王の認可を得た。描かれた4つの金色の輪は、ハッセルを構成する4島を表している。